# マリア・マザレロ
マリア・マザレロ（イタリア語：Maria Domenica Mazzarello, 1837年5月9日 - 1881年5月14日）は、19世紀に活躍した北イタリアの聖女・教育者。サレジアン・シスターズ（扶助者聖母会）の創立者。カトリック教会の聖人であり、記念日は5月13日。

## 生涯
聖マリア・マザレロは、北イタリア北部のアレッサンドリア州モルネーゼで、1837年に生まれた。信仰深い両親のもとで成長し、村の司祭であったドメニコ・ペスタリーノ神父の指導のもと、最初の生徒の一人として信心会「無原罪の聖母会」に加わり、薫陶を受けた。1860年にイタリア全土をチフスが襲った際、村人の世話を献身的に行ったが自身も病に倒れ、生死の境をさまよった。その後奇跡的に回復した彼女は、人生で何をなすべきかを深く考え、親友ペトロニッラとともに村の娘たちのための裁縫教室を開いて、教育の場とした。ヨハネ・ボスコとの摂理的な出会いを通じて、1872年に共同で女子修道会を創立し、扶助者聖母マリアへの感謝の生きた記念碑として、「扶助者聖母会」と名付けた。1881年5月14日死去。1951年列聖。

## 関連項目

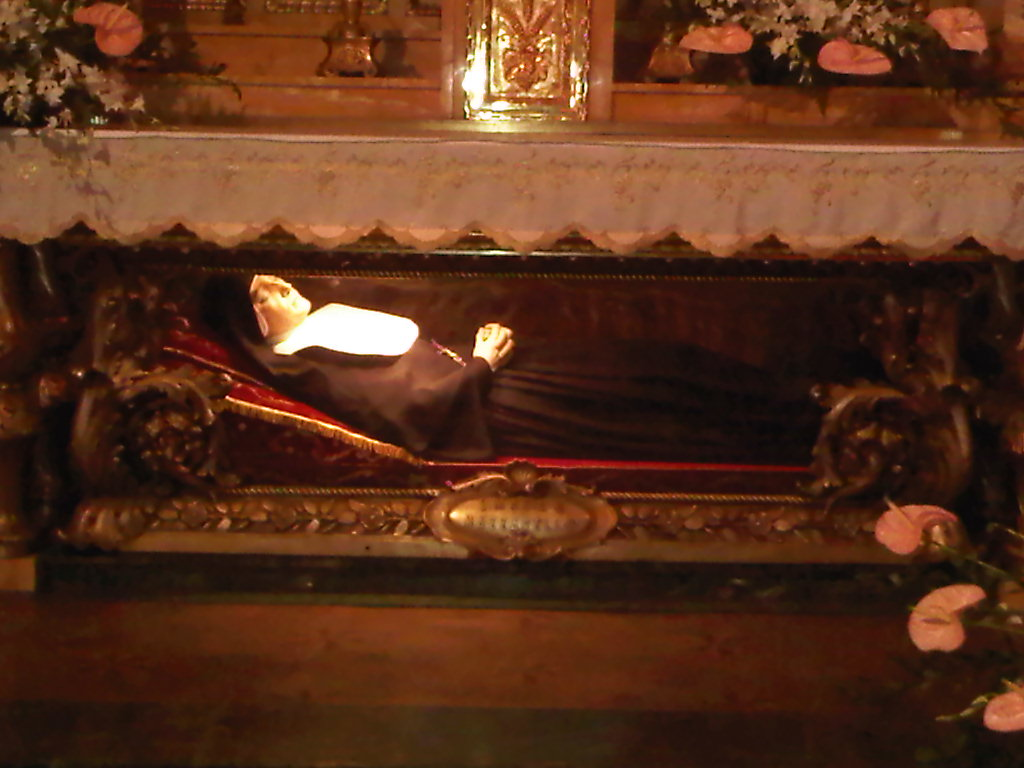
イタリア・トリノの扶助者聖マリア大聖堂に安置されているマリア･マザレロの亡骸